# Jaime Bergman
Jaime Bergman, född 23 september 1975 i Salt Lake City i Utah, är en amerikansk fotomodell och skådespelare.
Bergman gifte sig den 24 november 2001 med David Boreanaz, som medverkar i TV-serien Bones. 

## Filmografi (urval)
- 2004 – Boa vs Python
- 2004 – Angel, avsnitt Time Bomb (gästroll i TV-serie)
- 2004 – DysEnchanted
- 2003 – Dark Wolf
- 2000–2002 – Son of the Beach (TV-serie)
- 2000 – Gone in 60 seconds
- 2000 – Shasta McNasty, avsnitt Leo Is a Pain in My Ass (gästroll i TV-serie)
- 2000 – Brutally Normal, avsnitt Mouth Full of Warm Roses (gästroll i TV-serie)
- 1999 – Any Given Sunday
- 1999 – Beverly Hills, avsnitt The Loo-Ouch (gästroll i TV-serie)
- 1999 – Kärlek ombord II, avsnitt Trances of a Lifetime (gästroll i TV-serie)

## Framträdanden iPlayboy-specialutgåvor
- Playboy's Playmate Review Vol. 16 augusti 2000 – sidorna 4–11
- Playboy's Playmates in Bed Oktober 2000 – sidorna 10–13